# Littenheid
Littenheid (toponimo tedesco) è una frazione di 181 abitanti del comune svizzero di Sirnach, nel Canton Turgovia (distretto di Münchwilen).

## Storia
Già comune autonomo (Ortsgemeinde) che comprendeva anche le frazioni di Stöklihalde, Talhof, Waldegg e Weiherhof, nel 1812 è stato aggregato al comune di Busswil, il quale a sua volta nel 1997 è stato aggregato al comune di Sirnach assieme agli altri comuni soppressi di Horben bei Sirnach e Wiezikon.

## Amministrazione
Ogni famiglia originaria del luogo fa parte del cosiddetto comune patriziale e ha la responsabilità della manutenzione di ogni bene ricadente all'interno dei confini della frazione.